# رماز متوج
رَمّاز متوج (الاسم العلمي: Rhinocrypta lanceolata)، نوع من الطيور فصيلة الرمازيات. وهو نوع أحادي الطراز داخل جنس الرَمّاز.
يوجد في الأرجنتين وبوليفيا وباراغواي، موائلها الطبيعية هي الغابات الجافة الشبه المدارية أو المدارية والشجيرات الجافة الشبه المدارية أو المدارية.